# Пірмін Цурбрігген
Пірмін Цурбрігген (нім. Pirmin Zurbriggen) — швейцарський гірськолижник,  олімпійський чемпіон та медаліст, чотириразовий чемпіон світу, призер чемпіонатів світу. 
Золоту олімпійську медаль та звання олімпійського чемпіона Цурбрігген виборов на Олімпіаді 1998 року, що проходила в Калгарі, в швидкісному спуску. На тій же Олімпіаді він був третім у гігантському слаломі.
Цурбрігген чотири рази вигравав кубок світу в загальному заліку, двічі в заліку швидкісного спуску, 4 рази в заліку супергігантського слалому, тричі в заліку гігантського слалому. Три перемоги в заліку гірськолижної комбінації неофіційні.  На етапах кубка світу він мав 40 перемог та 83 подіуми.  

## Зовнішні посилання
- Досьє на сайті Міжнародної федерації лижного спорту

## Виноски
1. ↑  Енциклопедія Брокгауз
2. ↑  Calgary 1988 Official Report (PDF). XV Olympic Winter Games Organizing Committee. LA84 Foundation. 1988. Процитовано 3 січня 2014.
3. ↑  Alpine Skiing at the 1988 Calgary Winter Games: Men's Super G. Sports Reference. Архів оригіналу за 17 квітня 2020. Процитовано 23 березня 2018.